# Bilal Akkawy
Bilal Akkawy (* 12. Mai 1993 in New South Wales, Australien) ist ein australischer Profiboxer im Supermittelgewicht und aktueller ungeschlagener WBA-Oceania-Champion.

## Karriere
Im Sommer 2011 begann Akkawy seine Profikarriere mit einem Sieg über Mick Jones durch klassischen Knockout in Runde 1. Ende Januar 2015 boxte Akkawy gegen Joe Rea über 4 Runde nur unentschieden. Ende Oktober desselben Jahres traf er in einem Kampf um den vakanten IBO-Jugendweltmeistertitel auf den bis dahin noch ungeschlagenen Argentinier Guillermo Ruben Andino und schlug diesen in der 5. Runde durch T.K.o. 
Im Oktober 2017 errang Akkawy den Oceania-Gürtel der WBA, als er Carlos Adan Jerez, ebenfalls Argentinier, in einem auf 10 Runden angesetzten Gefecht bereits in der 3. Runde stoppte. Den Titel verteidigte er am 24. Februar des darauffolgenden Jahres über 10 Runden gegen den ehemaligen regulären WBA-Weltmeister Giovanni de Carolis klar und einstimmig nach Punkten (100:89, 99:90, 99:90).

### Titel
- IBO-Youth-Champion
- WBC-Eurasia-Pacific-Meister
- WBA-Oceania-Champion